# Rhophodon
Rhophodon é um género de gastrópode  da família Charopidae.
Este género contém as seguintes espécies:
- Rhophodon problematica
- Rhophodon kempseyensis